# Агиос Минас (Катеринско)
Тополяни (на гръцки: Άγιος Μηνάς) е бивше село в Централна Македония, Гърция, на територията на дем Дион-Олимп в област Западна Македония.

## География
Селото се намира на северозапад от градчето Лептокария, на югоизток от Литохоро и на североизток от Палеа Лептокария.

## История
В началото на XX век Агиос Минас е малко селище. Отбелязано е на картата на Йоргос Кондоянис от 1910 година. В 1918 година става част от община Лептокария. В 1921 година селото е закрито заедно със съседното Тополяни.
Към началото на XXI век Агиос Минас е вилна зона на Лептокария.